# Kjeld Abell
Kjeld Abell (Ribe, 25 de Agosto de 1901 — Copenhaga, 5 de Março de 1961) foi um escritor e dramaturgo dinamarquês. É considerado um dos mais importantes dramaturgos da Dinamarca do século XX, tendo feito importantes contributos para a ópera e para o cinema. É reconhecido como uma presença renovadora da técnica dramática dinamarquesa.
Juntamente com K. Munk, C. M. E. Soya e S. Borberg, fundou o teatro dinamarquês moderno. Foi influenciado por J. Giraudoux. Está sepultado no Cemitério Assistens.

## Obras principais
- Anna Sophie Hedvig (1939)[1]
- Dem blå pekingeser (1954
- Kameliadamen (1959)[1]
- Skriget (1961)[1]